# Kathryn O’Loughlin McCarthy

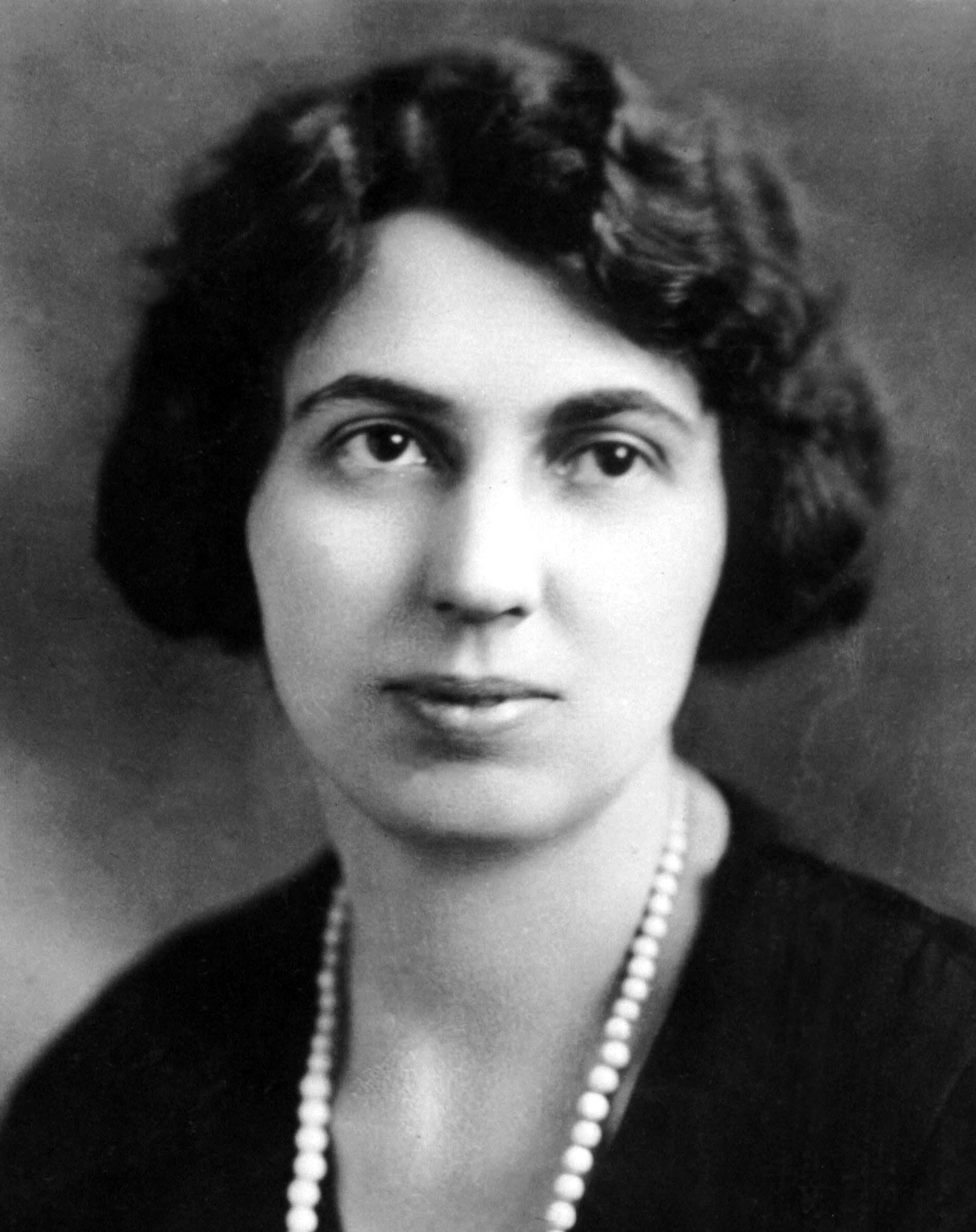
Kathryn O’Loughlin McCarthy

Kathryn Ellen O’Loughlin McCarthy (* 24. April 1894 bei Hays, Kansas; † 16. Januar 1952 ebenda) war eine US-amerikanische Politikerin. Zwischen 1933 und 1935 vertrat sie den sechsten Wahlbezirk des Bundesstaates Kansas im US-Repräsentantenhaus.

## Werdegang
Kathryn McCarthy wurde im Jahr 1894 als Kathryn Ellen O’Loughlin geboren. Nach ihrer Heirat mit Daniel McCarthy nahm sie den Namen Kathryn Ellen O’Loughlin McCarthy an. Sie besuchte die öffentlichen Schulen ihrer Heimat und absolvierte im Jahr 1913 die Hays High School. Danach besuchte sie bis 1917 das State Teachers' College. Nach einem Jurastudium an der University of Chicago und ihrer im Jahr 1921 erfolgten Zulassung als Rechtsanwältin begann sie in Chicago in ihrem neuen Beruf zu arbeiten. Im Jahr 1928 kehrte sie nach Hays zurück, wo sie ebenfalls als Anwältin tätig war.
Politisch wurde sie Mitglied der Demokratischen Partei. Zwischen 1930 und 1936 besuchte sie mit einer Ausnahme im Jahr 1935 alle regionalen Parteitage in Kansas als Delegierte. 1940 und 1944 nahm sie jeweils als Delegierte an den Democratic National Conventions teil, auf denen Präsident Franklin D. Roosevelt jeweils für eine weitere Amtszeit nominiert wurde. In den Jahren 1931 und 1932 war sie Abgeordnete im Repräsentantenhaus von Kansas.
Bei den Kongresswahlen des Jahres 1932 wurde McCarthy im sechsten Distrikt von Kansas in das US-Repräsentantenhaus in Washington, D.C. gewählt, wo sie am 4. März 1933 die Nachfolge des Republikaners Charles I. Sparks antrat. Dieser Wahlsieg steht im Zusammenhang mit dem bundesweiten Trend zu Gunsten der Demokratischen Partei, der mit der Wahl von Franklin Roosevelt zum US-Präsidenten seinen Höhepunkt fand. Da sie bei den Wahlen des Jahres 1934 nicht bestätigt wurde, konnte Kathryn McCarthy bis zum 3. Januar 1935 nur eine Legislaturperiode im Kongress absolvieren. In dieser Zeit wurden dort die ersten New-Deal-Gesetze beraten und verabschiedet.
Nach ihrer Zeit im Kongress arbeitete sie wieder als Rechtsanwältin. Außerdem war sie Besitzerin einer großen Ranch und Miteigentümerin eines Autohauses. Kathryn McCarthy starb im Januar 1952 in ihrem Geburtsort Hays und wurde dort auch beigesetzt.